# Championnat de RDA de football de troisième division
La troisième division du championnat est-allemand de football a été organisé de 1952 jusqu'en 1991. Il a connu trois appellations distinctes : "Landesliga" (ou "Landesklasse"), "II. DDR-Liga" et "Bezirksliga" qui fut la plus longtemps employée.
Lors de la dernière saison du football est-allemand en tant que tel (1990-1991), le 3e niveau porta le nom de Landesliga des DDR.

## Repères chronologiques
- 1945 à 1947 - Compétitions locales
- 1947-1948 - Compétitions par zone d'occupation, dont l'Osterzonenmeisterschaft
- 1948-1949 - Osterzonenmeisterschaft 1949
- Été 1949 - Création de la DDR-Oberliga
- Été 1950 - Création de la DDR-Liga
- Été 1952 - Création des Bezirksligen
- Été 1955 - La DDR-Liga est scindée en deux "I. DDR-Liga" et "II. DDR-Liga". Les Bezirksligen devinrent de facto une Division 4.
- Printemps 1963 - Dissolution de la "II. DDR-Liga", les Bezirksligen redevinrent la Division 3.

## Histoire

### Préambule

les Zones d’occupation en Allemagne en 1945

Au sortir de la Seconde Guerre mondiale, tous les clubs allemands furent interdits et dissous par les Alliés (voir Directive no 23). Après accords des autorités militaires de la zone d'occupation concernée, des entités appelées Sportgruppe ou Sportgemeinschaft (SG) furent reconstituées. Dans toute la partie occidentale de l'Allemagne, ils retrouvèrent rapidement indépendance et liberté d'action et/ou de mouvement, mais dans la zone soviétique, ces SG restèrent sous un contrôle strict et sévère.
En 1948, le Osterzonemeisterchaft (championnat de la zone Est), fit sécession des autres zones. Cette individualismee était clairement la suite logique des tensions politiques entre les Soviétiques et les trois autres nations victorieuses des nazis. Tensions qui débouchèrent en octobre 1949 à la création de la RDA.
En 1949, une première ligue de football fut officiellement créée. Elle reçut le nom de DDR-Oberliga. Un an plus tard, la DDR-Liga vit le jour comme 2e niveau.
Directement sous ces deux ligues, se trouvaient des séries régionales portant le nom de Landesliga (certaines sources parlent de Landesklasse, les termes sont homonymes, à l'époque). Il s'agissait de la ligue supérieure de chacun des Länder composant la zone soviétique (et donc ensuite la RDA).
Il y avait:
- le Land de Brandebourg (Brandeburg)
- le Land de Mecklembourg-Poméranie-Occidentale (Mecklenburg-Vorpommern)
- le Land de Saxe (Sachsen)
- le Land de Saxe-Anhalt (Sachsen-Anhalt)
- le Land de Thuringe (Thüringen)

À partir de 1949 s'ajouta
- le secteur de Berlin-Est (Ost-Berlin)

Il y avait donc 6 Landesligen.

### Changements administratifs

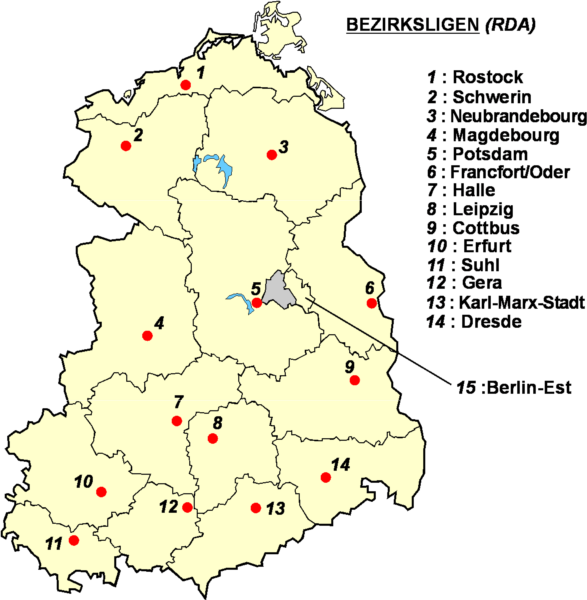
Localisation des 15 Bezirksligen du football est-allemand.

Le 23 juillet 1952, les autorités politiques d'Allemagne de l’Est proclamèrent une refonte administrative de l'État (Verwaltungsreform). Les cinq Länder furent supprimés en tant que subdivisions administratives. Ils furent remplacés par 15 Berzirken (districts). Ceux-ci étaient, par ordre alphabétique, les Districts de Berlin-Est, Cottbus, Dresde, Erfurt, Francfort/Oder, Gera, Halle,  Chemnitz/Karl-Marx-Stadt, Leipzig, Magdebourg, Neubrandenbourg, Potsdam, Rostock, Schwerin, Suhl.
Chaque "Bezirk" eut sa propre Bezirksliga directement subalterne à la DDR-Liga et qui étaient directement supérieure à des Bezirksklasse dont le nombre varia selon le District.

## Fonctionnement
En RDA, une Bezirksliga se situait donc hiérachiquement entre la DDR-Liga et les Bezirklasse du même district. 
Cependant, entre la fin de la saison et la fin de celle de, la Bezirksliga correspondit dans la pratique au 4e niveau hiérarchie. Les responsables du Deutscher Sportauschuß avait partagée le 2e niveau en deux "sous-niveaux" nommés: I. DDR-Liga et II. DDR-Liga. Cette notion de sous-niveaux resta purement théorique car dans les faits concrets, la II. DDR-Liga permit de monter à la I. DDR-Liga ou de descendre en Berzirksliga. il y eut donc bien un niveau supplémentaire.

### Ligue unique
La plupart du temps, durant sa période d'existence, la Bezirksliga est-allemande fut disputée en une ligue unique. En certaines occasions toutefois, une Bezirksliga fut partagée en deux groupes (en allemand : staffel).
Ainsi, la Berziksliga Rostock fut celle qui fut la plus longtemps partagée en 2 groupes (16 saisons). À l'opposé la Berzirksliga Berlin (1956) et Berzirksliga Dresde ne le furent que lors d'une seule saison (1956 pour Berlin, 1961-1962 pour Dresde).
Dans le cas où une Bezirksliga était scindée en deux groupes, une finale désignait le champion (Bezirksmeister).

### Montée / Descente
En règle générale, chaque année, les 15 Bezirksmeisters accédaient au niveau supérieur. Toutefois, lors de certaines saisons, un tour final fut organisé pour désigner les clubs qui montaient. Ce fut le cas en 1953, 1956, 1962, puis de 1963 à 1970 et de 1984 à 1990.
Lorsqu'en 1963, la II. DDR-Liga fut supprimée, 64 équipes redescendirent vers la Bezirksliga qui les concernait. Le même phénomène se produisit en 1984 lorsque la DDR-Liga fut réduite de 5 à 2 groupes. À cette occasion, 29 équipes redescendirent en Bezirksliga.

### Ingérence politique
La RDA, malgré les grands principes idéologiques martelés sans cesse par les personnes au pouvoir, fut durant toute son existence un régime totalitaire d'obédience communiste. Tous les pouvoirs furent concentrés entre les mains du seul parti politique autorisé: le SED (Sozialistische Einheitspartei Deutschlands).
Ce SED instaura une dictature qui géra et contrôla le déroulement de toutes les activités y compris celles ayant trait aux sports.
Sport très populaire, le football fit l'objet d'une attention permanente et toute particulière de la part des responsables est-allemands. La gestion des sports fut confiée jusqu'en 1957 au Deutscher Sportauschuß (DS) puis à la Deutschen Turn-und Sportbundes (DTSB) qui le remplaça. En 1958, la DTSB fonda la Deutscher Fussball Verband (DFV).

### Modèle soviétique
Au terme de la saison 1954-1955, les dirigeants politiques de la RDA, par l'intermédiaire du Deutscher Sportauschuß, décidèrent de calquer le déroulement des championnats de football sur le modèle soviétique, c'est-à-dire sur une année civile (début des championnats au printemps d'une année jusqu'à la fin de l'automne suivante, suivit d'une longue trêve hivernale).
Durant l'automne 1955, les équipes de toutes les divisions jouèrent un "Tour de transition" (en allemand : Übergangsrunde) au terme duquel aucun champion ne fut désigné. Il n'y eut aucune montée et aucune relégation à la fin de cette Übergangsrunde. La saison suivante débuta à la fin février et fut donc millésimée 1956. Le principe fut appliqué durant quatre ans, jusqu'au terme de la "saison" 1960.

## Palmarès
Le club le plus titré en Bezirksliga fut le BSG Motor Eberswalde dans la Bezirksliga Francfort/Oder. Ce club remporta 18 fois le titre de Bezirksmeister.

### Plus grand nombre de titres en Berzirksliga
Dans le tableau ci-dessous, les Bezirksligen sont classées géographiquement du Nord au Sud.
| Bezirksligen                   | Clubs                             | Titres |
| ------------------------------ | --------------------------------- | ------ |
| Bezirksliga Rostock            | Motor Stralsund                   | 6      |
| Bezirksliga Schwerin           | C/M Veritas Wittenberge           | 9      |
| Bezirksliga Neubrandenburg     | Empor/TSG Neustrelitz             | 10     |
| Bezirksliga Potsdam            | Motor Hennigsdorf                 | 8      |
| Bezirksliga Frankfurt/Oder     | Motor Eberswalde                  | 18     |
| Bezirksliga Cottbus            | Aktivist Brieske-Senftenberg      | 7      |
| Bezirksliga Magdeburg          | Lokomotive Halberstadt            | 7      |
| Bezirksliga Halle              | Chemie Wolfen                     | 6      |
| Bezirksliga Erfurt             | Motor Rudisleben                  | 6      |
| Bezirksliga Erfurt             | Motor/Zentronik/Robotron Sömmerda | 6      |
| Bezirksliga Gera               | Wismut Gera II                    | 6      |
| Bezirksliga Suhl               | Empor/Chemie Ilmenau              | 8      |
| Bezirksliga Dresden            | TSG Gröditz                       | 6      |
| Bezirksliga Leipzig            | Motor Altenburg                   | 5      |
| Bezirksliga Chemnitz/K-M-Stadt | FC Karl-Marx-Stadt II             | 6      |
| Bezirksliga Ost-Berlin         | Lichtenberg 47                    | 8      |

## II. DDR-Liga
- (de) Cet article est partiellement ou en totalité issu de l’article de Wikipédia en allemand intitulé « II. DDR-Liga » (voir la liste des auteurs).

### Format
Après la saison 1954-1955, la DDR-Liga passe de trois groupes à un groupe unique de 14 équipes. Les équipes de la 2e à la 4e place des trois groupes, l'équipe championne d'un groupe ayant échoué aux barrages de promotion en DDR-Oberliga, et l'équipe classée 5e d'un groupe ayant remporté les barrages de maintien se qualifient pour ce nouveau format de la 2e division est-allemande. Les équipes restantes sont placées dans les deux groupes de II. DDR-Liga nouvellement créés. Les équipes championnes des 15 Bezirksligen disputent un tour de promotion et 6 d'entre elles obtiennent une place dans la nouvelle compétition. Les 15 Bezirksligen deviennent ainsi le 4e échelon du football est-allemand.
La II. DDR-Liga débute en 1955 avec un simple tour de transition (Übergangsrunde), étant donné que le football est-allemand se calquait sur le modèle russe, en alignant les saisons de football sur les années civiles. À partir de 1956, les champions de chaque groupe sont promus en I. DDR-Liga et deux équipes sont reléguées de 2e division. Dans les deux groupes, les trois dernières équipes sont reléguées dans les Bezirksligen, et 6 des 15 champions de Bezirksliga, désignés via trois groupes d'un tour de promotion. À partir de la saison 1958, le championnat se joue en 5 groupes afin de réduire les dépenses financières élevées engagées par les équipes en raison des frais de déplacement. En vue de la saison 1958 les trois premiers de chaque groupe de Bezirksliga sont promus, par la suite seuls les champions de chaque Bezirksliga obtiennent une place en II. DDR-Liga. À partir de 1961, les championnats est-allemands reprennent le rythme automne/printemps. Ainsi lors de la saison 1961-1962 chaque équipe affronte les autres équipes trois fois, afin de permettre à la saison de commencer plus tôt. De plus, lors de cette saison, trois équipes par groupe sont promues en I. DDR-Liga, qui passe à un format à deux groupes à partir de la saison 1962-1963. La saison 1962-1963 est la dernière saison de II. DDR-Liga, et les Bezirksligen redeviennent le 3e échelon du football allemand à partir de la saison 1963-1964.

### Palmarès
Sont listés ici les équipes championnes des groupes de II. DDR-Liga. Les équipes ayant obtenu la promotion en I. DDR-Liga sont marquées en gras. Pour la saison 1961-1962 les équipes non championnes promues sont également indiquées, et pour la saison 1962-1963 les équipes vice-championnes sont également indiquées.
| Saison | Groupe Nord       | Groupe Sud        |
| ------ | ----------------- | ----------------- |
| 1955   | Dynamo Eisleben   | Chemie Leuna      |
| 1956   | Stahl Stalinstadt | Lokomotive Weimar |
| 1957   | Dynamo Eisleben   | Motor Bautzen     |

| Saison    | Groupe 1                                                              | Groupe 2                                                           | Groupe 3                                                      | Groupe 4                                                                   | Groupe 5                                                  |
| --------- | --------------------------------------------------------------------- | ------------------------------------------------------------------ | ------------------------------------------------------------- | -------------------------------------------------------------------------- | --------------------------------------------------------- |
| 1958      | Einheit Greifswald                                                    | Motor Süd Brandenburg (de)                                         | Motor Dessau                                                  | Dynamo Dresden                                                             | Motor Steinach (de)                                       |
| 1959      | Dynamo Hohenschönhausen (de)                                          | Vorwärts Cottbus                                                   | Wissenschaft Halle                                            | Motor Karl-Marx-Stadt                                                      | Chemie Lauscha                                            |
| 1960      | Vorwärts Neubrandenburg (de)                                          | Stahl Stalinstadt                                                  | Motor Dessau                                                  | Vorwärts Leipzig                                                           | Motor Steinach (de)                                       |
| 1961-1962 | TSC Oberschöneweide Vorwärts Rostock-Gehlsdorf (de) SC Neubrandenburg | Turbine Magdeburg Dynamo Frankfurt (de) Motor Süd Brandenburg (de) | Vorwärts Leipzig Motor Nordhausen-West Lokomotive Halberstadt | Aktivist „Karl Marx“ Zwickau Motor West Karl-Marx-Stadt (de) Motor Bautzen | Lokomotive Weimar Motor Steinach (de) Motor Eisenach (de) |
| 1962-1963 | Dynamo Schwerin Motor WW Warnemünde (de)                              | Motor Köpenick Motor Eberswalde                                    | Stahl Lippendorf (de) Motor Dessau                            | Stahl Riesa Motor WEMA Plauen                                              | Stahl MK Eisleben (de) Motor-Mitte Suhl (de)              |

1. 1 2  Pas de promotion en 1955.
2. 1 2 3 4 5  À l'issue de la saison 1961-1962, trois équipes par groupe sont promues en raison du passage de la I. DDR-Liga à deux groupes.
3. 1 2 3 4 5  Lors de la saison 1962-1963, la dernière saison de II. DDR-Liga, seuls les champions sont promus directement, et les vices-champions disputent un tour de qualification, en six groupes de quatre équipes, pour la saison suivante de DDR-Liga face aux deux derniers des deux groupes de I. DDR-Liga et aux champions des 15 Bezirksligen.